# Horovce
Horovce je naseljeno mjesto u okrugu Púchov u Trenčínskom kraju u Slovačkoj.

## Stanovništvo
| Godina:     | 1993. | 2003.   | 2013.   | 2023.   |
| ----------- | ----- | ------- | ------- | ------- |
| Broj ljudi: | 797   | 783     | 841     | 914     |
| Razlika:    |       | -1,75 % | +7,40 % | +8,68 % |

| Godina:     | 2022. | 2023.   |
| ----------- | ----- | ------- |
| Broj ljudi: | 889   | 914     |
| Razlika:    |       | +2,81 % |

Prema podacima o broju stanovnika iz 2023. godine naselje je imalo 914 stanovnika.

## Vanjske poveznice
|  | Zajednički poslužitelj ima još gradiva o temi Horovce |

- Službena stranica naselja (sl.)